# پیوند پر

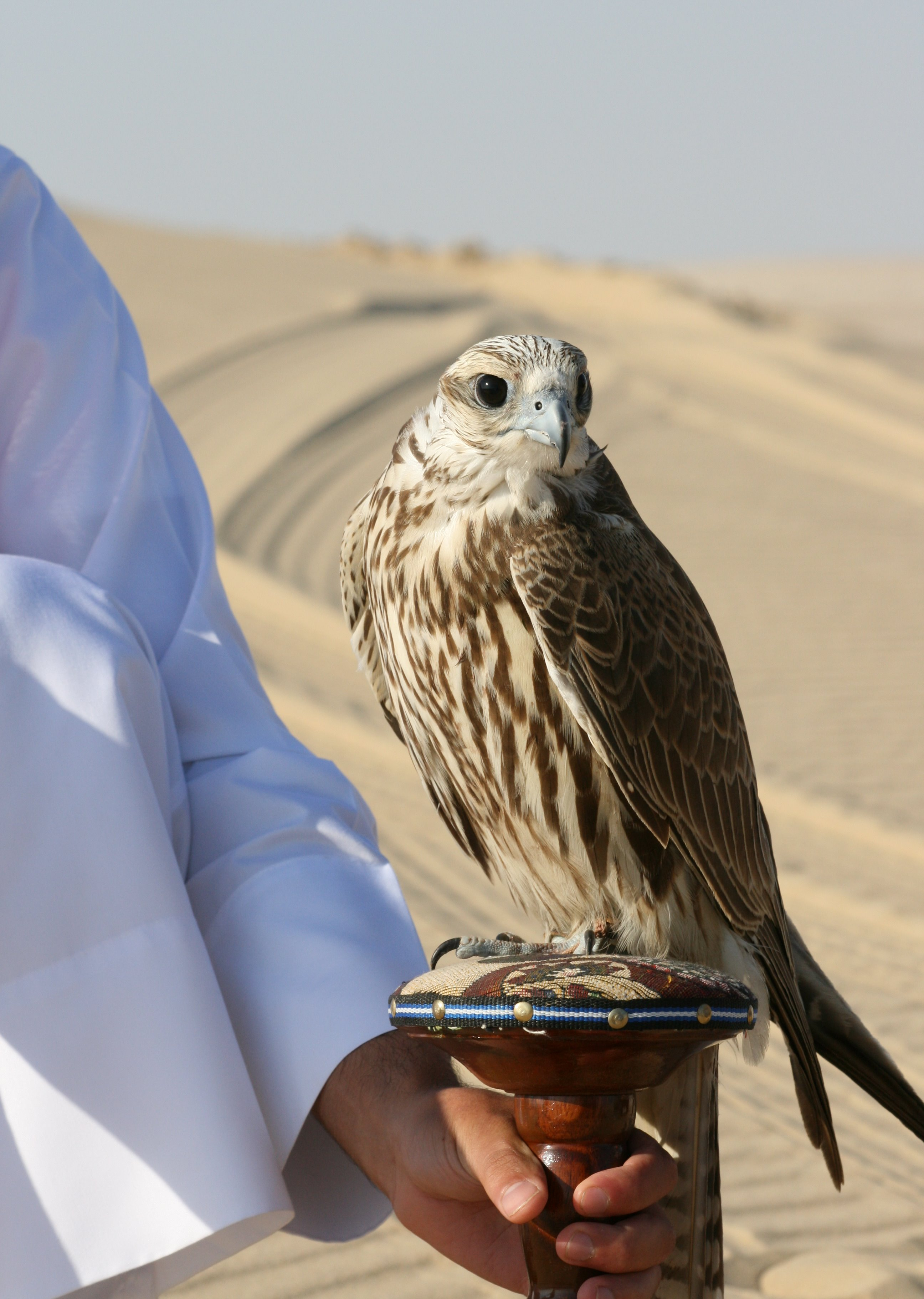
بالابان که برای اهداف شاهین‌داری در قطر استفاده می‌شود. پیوند پرها اغلب در شاهین‌داری انجام می‌شود.

پیوند پرها، تعمیر پرهای شکسته یا کاشت پرها (به انگلیسی: Imping) عمل جایگزین کردن پر شکسته پرنده با پر دیگری است که به آن پر دهنده از پرریزی پیشین همان جانور یا جانور دیگری از همان گونه یا گونه متفاوت گفته می‌شود. پیوند پر بیشتر بر روی پرندگان شکاری (مخصوصا شاهین‌هایی که برای شاهین‌داری استفاده می‌شود) انجام می‌شود، البته در مراکز بازتوانی نیز بر روی پرندگان دریایی، کلاغان و دیگر انواع پرندگان اعمال می‌شود. این برای عمل پرندگان دردناک نیست، زیرا پرها ساختارهای مرده‌ای هستند که از کراتین ساخته شده‌اند، که مو و ناخن انسان نیز از آن ساخته شده‌است. پیوند پرها تنها در پرهای نیمه‌شکسته یا آسیب‌دیده امکان‌پذیر است، نه در پرهایی که به‌طور کامل افتاده‌اند و تنها برای پرهای پروازی در بال و برای پرهای دم استفاده می‌شود. همچنین نمی‌توان آن را روی پرهای خونی (پرهای در حال رشد) اعمال کرد تا زمانی که به‌طور کامل رشد کرده و دیگر خونی در آنها وجود نداشته باشد.
پیوند پرها با افزودن یک سوزن کوچک به اصطلاح ضربه‌ای در درون محور بخش برجامانده از پر شکسته و محور جایگزین جدید آن با کمک چسب انجام می‌شود. در گذشته از بامبو و فلز به عنوان سوزن برخورد و زنگ آهن به عنوان عامل اتصال استفاده می‌شد. امروزه سوزن‌های پیوند معمولاً از فایبرگلاس یا گرافیت ساخته می‌شوند و از اپوکسی به عنوان چسب استفاده می‌شود. پس از مدتی، پر ترمیمی به‌طور طبیعی پرریزی می‌شود و یک پر جدید به جای آن رشد می‌کند. پیوند می‌تواند به پرنده وحشی کمک کند چون در غیر این صورت باید یک دوره قابل توجهی را تحت مراقبت قرار گیرد تا زمانی که یک پر سالم جدید رشد کند. با این حال، پیوند پر به دقت و مهارت نیاز دارد، زیرا یک پر نادرست می‌تواند باعث کبودی و تحریک شود و پس از رهاسازی پرنده را تحت تأثیر قرار دهد و حتی ممکن است برای بقای وی آسیب‌زا باشد.